# Koen Vanmechelen
Koen Vanmechelen, né le 26 août 1965 à Saint-Trond, est un artiste artiste conceptuel belge contemporain.

## Biographie
Koen Vanmechelen vit actuellement à Meeuwen-Gruitrode et son atelier est situé à Hasselt dans le Limbourg belge.

## Sujet d'inspiration
Vanmechelen est surtout connu pour The Cosmopolitan Chicken, un projet international qui, par le croisement de races nationales de poules domestiques, est à la recherche de la poule parfaite.

## Distinctions
- 2010 : docteur honoris causa de l'université de Hasselt[2]